# Папакура
Папакура (на английски: Papakura) е град в Нова Зеландия, административен център на Окръг Папакура. Намира се в най-южната част на агломерацията Голям Окланд на Северния остров на Нова Зеландия. Населението на града е 28 010 жители, а на окръга 49 000 жители от преброяването през 2009 г.